# NGC 3442
NGC 3442 је спирална галаксија у сазвежђу Мали лав која се налази на NGC листи објеката дубоког неба.
Деклинација објекта је + 33° 54' 36" а ректасцензија 10h 53m 8,0s. Привидна величина (магнитуда) објекта NGC 3442 износи 12,9 а фотографска магнитуда 13,8. Налази се на удаљености од 28,8000 милиона парсека од Сунца. NGC 3442 је још познат и под ознакама UGC 6001, MK 418, CGCG 184-34, KUG 1050+341, IRAS 10503+3410, PGC 32679.